# Takatsukasa Kanehira
Takatsukasa Kanehira (鷹司 兼平) (né en 1228, mort en 1294), quatrième fils de Konoe Iezane, est un noble de cour (kugyō)  de l'époque de Kamakura et père fondateur de la famille Takatsukasa. Parmi ses fils on compte Takatsukasa Kanetada et Mototada.
Après avoir occupé des fonctions de haut rang à la cour, il est nommé sesshō en 1252 et prend la tête du clan Fujiwara. Il est nommé kampaku en 1254. Il se retire en 1290 et se fait prêtre. Il est également connu en tant que calligraphe.

## Source de la traduction
- (en) Cet article est partiellement ou en totalité issu de l’article de Wikipédia en anglais intitulé « Takatsukasa Kanehira » (voir la liste des auteurs).